# Mattias Jonson
Mattias Jonson (født 16. januar 1974) er en svensk tidligere fodboldspiller, der blandt andet spillede for Djurgårdens IF og Brøndby IF. Han nåede at spille 57 kampe for Sveriges landshold og score ni mål.